# جلم ماء فاتح القدم
جلم ماء فاتح القدم (الاسم العلمي: Puffinus  carneipes) (بالإنجليزية: Flesh-footed  Shearwater)‏ هو طائر ينتمي إلى طيور بترل (فصيلة: Procellariidae).

## وصفه
جلم الماء فاتح القدم هو طائر بحري متوسط الحجم، يشبه النورس، ينتمي إلى فصيلة البترل. يبلغ طوله حوالي 40 سم، ووزنه حوالي 800 جرام. له ريش بني غامق على ظهره وريش أبيض على بطنه. يتميز هذا الطائر بقدميه الورديتين، وهو مصدر تسميته.

## مكان تواجده ومعيشته
يعيش جلم الماء فاتح القدم في المحيطات الاستوائية وشبه الاستوائية حول العالم. يهاجر لمسافات طويلة، حيث يقضي الصيف في المناطق القطبية الشمالية والجنوبية، ويعود إلى المناطق الاستوائية للتكاثر.

## غذائه
يتغذى جلم الماء فاتح القدم على الأسماك والحبار والقشريات. يصطاد فريسته في المياه الضحلة، ويستخدم منقاره الطويل الحاد لالتقاطها.

## دوره في النظام البيئي
يعتبر جلم الماء فاتح القدم من الطيور المهاجرة المهمة. يلعب دورًا مهمًا في النظام البيئي البحري، حيث يساعد في تنظيم أعداد الأسماك.

## معلومات عن جلم الماء
يهاجر لمسافات تصل إلى 60 ألف كيلومتر في السنة.
يعيش في مستعمرات كبيرة، تصل إلى ملايين الطيور.
يضع بيضة واحدة في السنة، وتقوم الأنثى بحضنها لمدة حوالي 70 يومًا.
يموت بعد حوالي 20 عامًا.